# Corbel (Savoie)
Pour les articles homonymes, voir Corbel.
Corbel est une commune française située dans le département de la Savoie, en région Auvergne-Rhône-Alpes.

## Géographie
La commune de Corbel possède trois principaux cours d'eau : le Gringalet, l'Hyères et le Guiers Vif. Le Gringalet partage la vallée de Corbel du nord au sud et le Guiers Vif passe à sa frontière sud, dans les gorges du Guiers Vif (ou gorges du Frou). Le Gringalet prend sa source dans la commune, à proximité des Cruz, et se déverse dans le Guiers Vif. La rivière de l'Hyères (ou Hyère), quant à elle, prend sa source au niveau du col des Égaux et descend vers la commune de Saint-Jean-de-Couz. Au niveau de la vallée de Corbel, si la commune est assée boisée et escarpée à sa frontière sud (avec le Guiers Vif), elle l'est moins au centre et au nord. Au niveau du col des Égaux, il y a plus de prairies et de surfaces planes. Les principales montagnes du massif de la Chartreuse qui se trouvent sur le territoire de la commune sont Roche Veyrand (1 356 m), le Roc de Gleisin (1 434 m), La Cochette (1 618 m) et Le Thivelet (1 231 m). Roche Veyrand, le Roc de Gleisin et La Cochette sont limitrophes avec d'autres communes. Le Thivelet se trouve entièrement sur la commune. Au nord-est de la commune se trouve la Cluse qui permet de rejoindre le col de la Cluse par la Route Départementale 45.

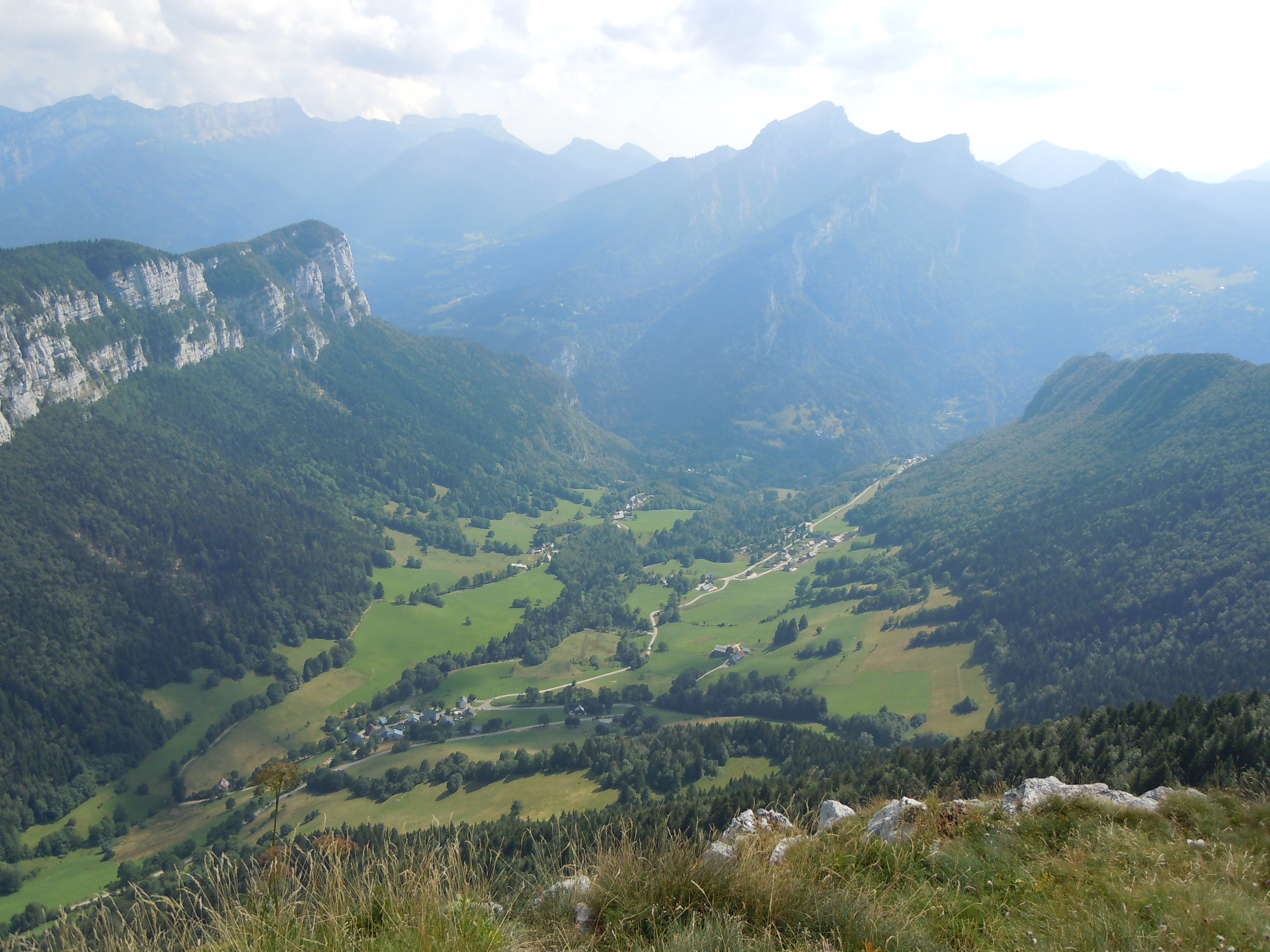
Vue des hameaux des Cruz et des Perrucons depuis la Cochette.

Le village de Corbel (845 m), centre de la commune, est situé sur le versant est du Thimelet (ou Thivelet). Il est situé par la route à 8 km de Saint-Jean-de-Couz, à 12 km de Saint-Thibaud-de-Couz  et à 7 km du Désert d'Entremont. Il est également situé à environ 20 km de Chambéry, par la RD 45 puis par la RD 1006. Au sud de la commune et en contrebas de Corbel se trouve le hameau des Gants (685 m). Entre Roche Veyrand et le Thivelet est situé le village des Fiolins (860 m). Plus au nord de la commune se trouvent les villages des Mathés (900 m) ainsi que celui des Cruz (980 m). Le lotissement Morel et le lotissement de La Cochette sont situés en contrebas de la montagne du nom de La Cochette, ainsi qu'à proximité des hameaux des Burneys et des Perrucons. De l'autre côté du versant de la chaîne montagneuse du Thimelet se trouvent les villages des Égaux et des Bozons, à proximité du col des Égaux. Depuis le col des Égaux, il y a une descente continue d'environ 5 km de la RD 45 jusqu'à Saint-Jean-de-Couz. D'autre part, la frontière sud de la commune, délimitée par le Guiers Vif, est limitrophe avec le département de l'Isère.

### Communes limitrophes

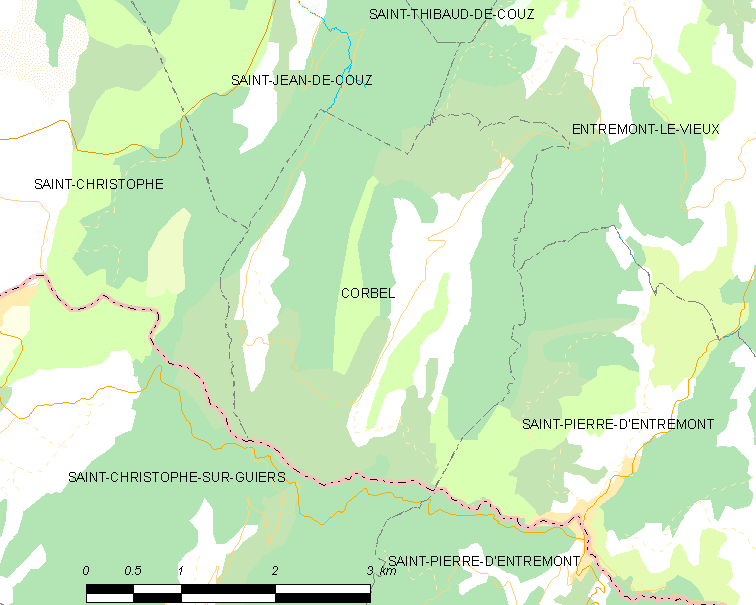
Corbel et les communes voisines.

|                  | Saint-Jean-de-Couz                | Entremont-le-Vieux                 |
| Saint-Christophe | Corbel                            | Saint-Pierre-d'Entremont en Savoie |
|                  | Saint-Pierre-d'Entremont en Isère |                                    |

### Climat
Pour des articles plus généraux, voir Climat d'Auvergne-Rhône-Alpes et Climat de la Savoie.
En 2010, le climat de la commune est de type climat de montagne, selon une étude du Centre national de la recherche scientifique s'appuyant sur une série de données couvrant la période 1971-2000. En 2020, Météo-France publie une typologie des climats de la France métropolitaine dans laquelle la commune est exposée à un climat de montagne ou de marges de montagne et est dans la région climatique Alpes du nord, caractérisée par une pluviométrie annuelle de 1 200 à 1 500 mm, irrégulièrement répartie en été.
Pour la période 1971-2000, la température annuelle moyenne est de 9,2 °C, avec une amplitude thermique annuelle de 17,7 °C. Le cumul annuel moyen de précipitations est de 1 556 mm, avec 10,5 jours de précipitations en janvier et 8,7 jours en juillet. Pour la période 1991-2020, la température moyenne annuelle observée sur la station météorologique de Météo-France la plus proche, « St-Pierre-les Egaux », sur la commune de Saint-Pierre-de-Chartreuse à 10 km à vol d'oiseau, est de 8,7 °C et le cumul annuel moyen de précipitations est de 1 787,2 mm,. Pour l'avenir, les paramètres climatiques de la commune estimés pour 2050 selon différents scénarios d'émission de gaz à effet de serre sont consultables sur un site dédié publié par Météo-France en novembre 2022.

## Urbanisme

### Typologie
Au 1er janvier 2024, Corbel est catégorisée commune rurale à habitat très dispersé, selon la nouvelle grille communale de densité à sept niveaux définie par l'Insee en 2022.
Elle est située hors unité urbaine. Par ailleurs la commune fait partie de l'aire d'attraction de Chambéry, dont elle est une commune de la couronne,. Cette aire, qui regroupe 115 communes, est catégorisée dans les aires de 200 000 à moins de 700 000 habitants,.

### Occupation des sols
L'occupation des sols de la commune, telle qu'elle ressort de la base de données européenne d’occupation biophysique des sols Corine Land Cover (CLC), est marquée par l'importance des forêts et milieux semi-naturels (77,2 % en 2018), une proportion sensiblement équivalente à celle de 1990 (77,7 %). La répartition détaillée en 2018 est la suivante : 
forêts (77,2 %), prairies (22,8 %).
L'IGN met par ailleurs à disposition un outil en ligne permettant de comparer l’évolution dans le temps de l’occupation des sols de la commune (ou de territoires à des échelles différentes). Plusieurs époques sont accessibles sous forme de cartes ou photos aériennes : la carte de Cassini (XVIIIe siècle), la carte d'état-major (1820-1866) et la période actuelle (1950 à aujourd'hui).

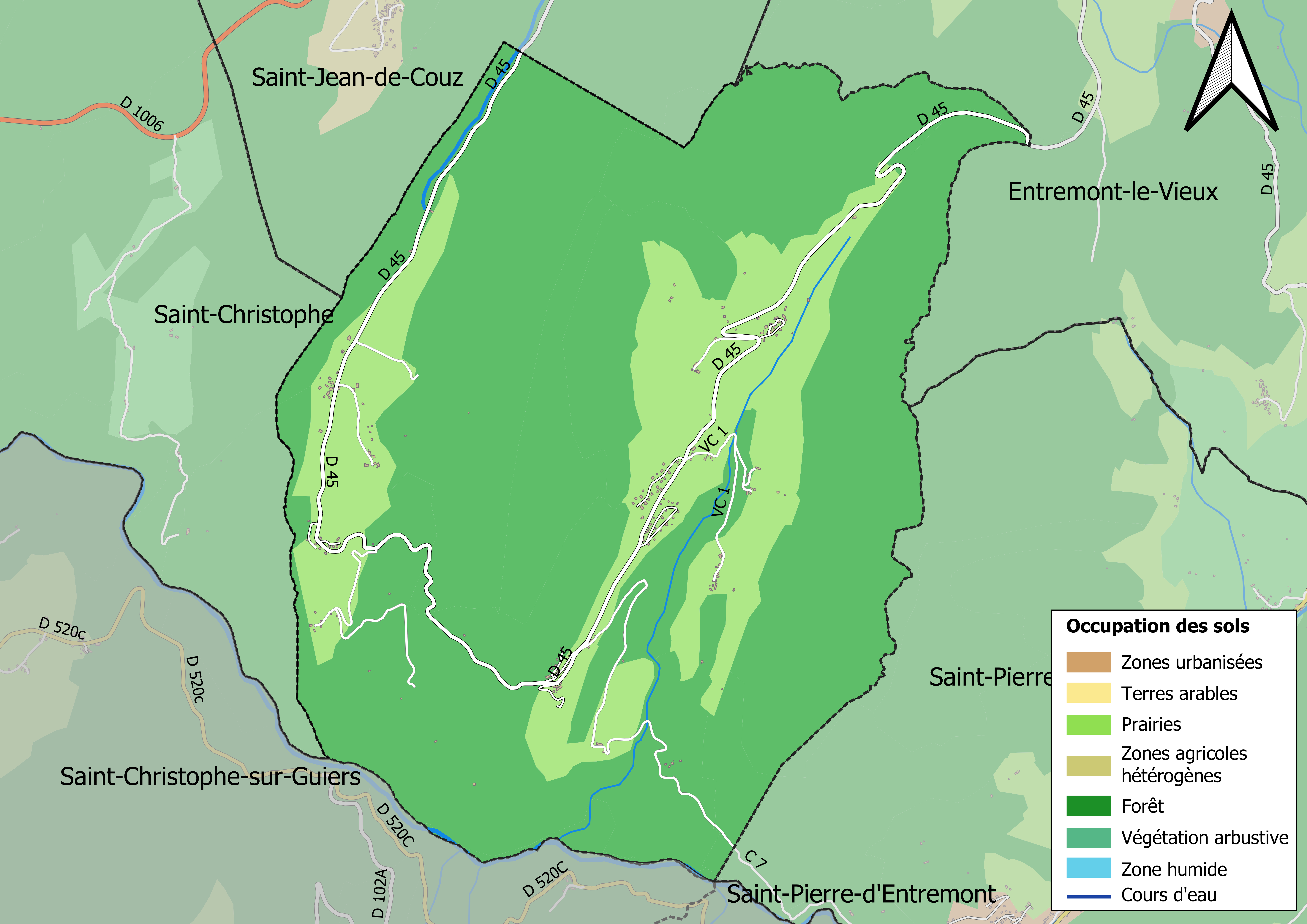
Carte des infrastructures et de l'occupation des sols en 2018 (CLC) de la commune.
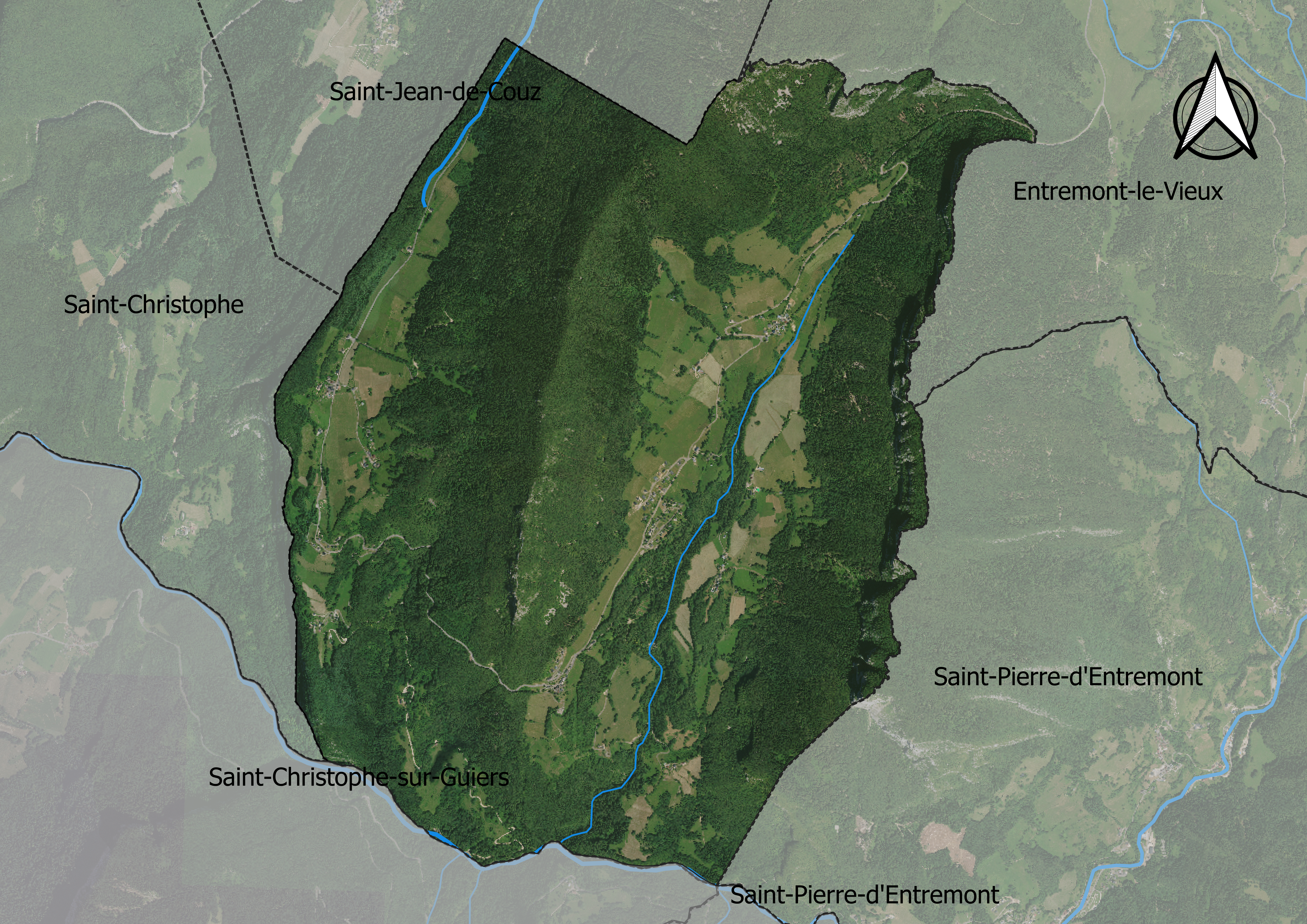
Carte orthophotogrammétrique de la commune.

## Toponymie
Le toponyme Corbel semble désigner un lieu fréquenté par les corbeaux ou les corneilles. Corbel dérivant ainsi du latin corbellus, diminutif de corbus, « corbeau »,.
La paroisse est mentionnée au XIIe siècle dans le Cartulaire de Grenoble — le décanat de Savoie dépendait de l'évêché de Grenoble — sous la forme Ecclesia de Corbel, puis plus tard sous la forme Ecclesia de Corbello en 1414, Corbellum en 1488,.
En francoprovençal, la commune s'écrit Korbé selon la graphie de Conflans.

## Histoire
Au XVIIIe siècle, la commune de Corbel connut une explosion démographique. La population est passée de 260 habitants en 1755 à 555 habitants en 1801. La commune de Corbel fut rattachée au canton de Saint-Thibaud-de-Couz lors de la Révolution, puis plus tard, à celui des  Échelles. Au XIXe siècle, la commune était relativement pauvre et peuplée (580 habitants en 1848). La famine menaçait souvent les Corbelains car la terre permettait uniquement de cultiver l'avoine et la pomme de terre.

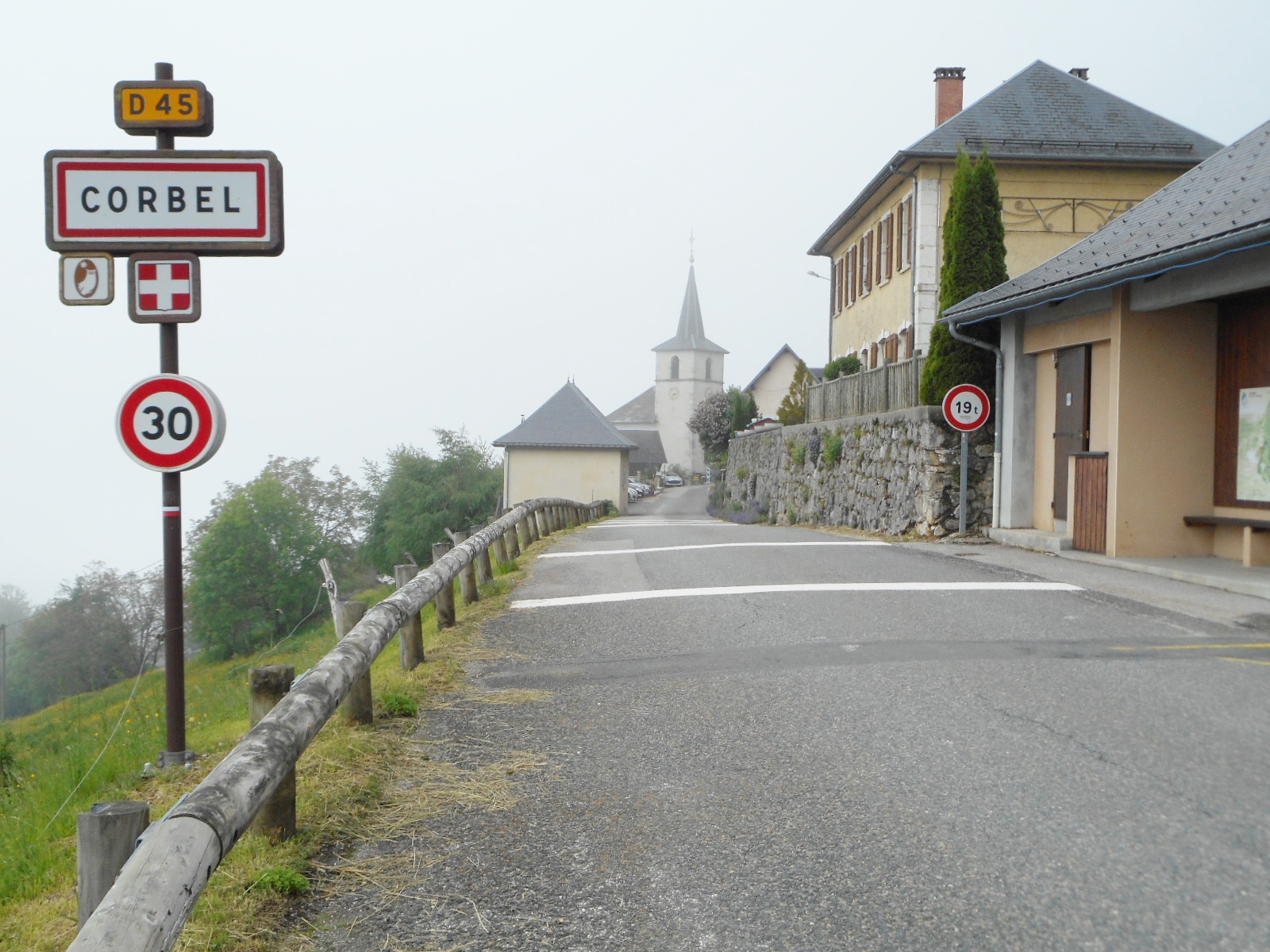
Entrée du village

La principale ressource de la commune était le commerce, notamment l'exportation de bois vers Les Échelles et Chambéry. Durant le XIXe siècle les entreprises de ganterie de Grenoble redistribuaient du travail dans la vallée des Entremonts, notamment à Corbel aux hameaux des Gants et des Cruz. Cette activité cessa dans la commune dans les années 1970. Il y avait également des carrières de pierre à chaux sur la commune. On atteste aussi la présence de plusieurs moulins à farine fonctionnant à cette époque, notamment dans les gorges du Frou et au Rieu (ruisseau du Gringalet), ainsi qu'au hameau des Cruz. À partir de 1850, avec la création de la principale route vers Chambéry et Les Echelles (la RD 45), la commune se dépeuple, subit l'exode rural, et voit sa population divisée par deux en moins de cinquante ans. Avec ces nouvelles voies d'accès, la famine et la pauvreté vont progressivement disparaître définitivement de la commune.
Au XXe siècle, la richesse de la commune et le niveau de vie de la population augmente progressivement. En 1994 est créée une petite route réservée aux riverains qui relie directement Saint-Pierre-d'Entremont en Savoie à Corbel. Depuis 1982, la population de la commune augmente de manière modérée et était composée en 2012 de 138 habitants. La commune fut rattachée à la communauté de communes de la Vallée des Entremonts de 2002 à 2013. Depuis 2014, la commune est rattachée à la communauté de communes Cœur de Chartreuse. Depuis 2015, la commune est rattachée au canton du Pont-de-Beauvoisin. En 2022, la commune était composée de 155 habitants.

## Politique et administration
| Période                                  | Période                  | Identité                    | Étiquette | Qualité |
| ---------------------------------------- | ------------------------ | --------------------------- | --------- | ------- |
| Les données manquantes sont à compléter. |                          |                             |           |         |
| 1881                                     | 1884                     | Pierre Sillon               |           |         |
| 1884                                     | 1892                     | François Debelle d'Avignère |           |         |
| mars 1977                                | mars 2014                | Jean Sillon                 | DVD       |         |
| 2014                                     | mars 2020                | Jean-Michel Fertier         |           |         |
| 2020                                     | En cours (au avril 2020) | Hervé Buttard               |           |         |

## Population et société

### Gentilé
Les habitants de Corbel sont appelés les Corbelines et les Corbelins.

### Démographie

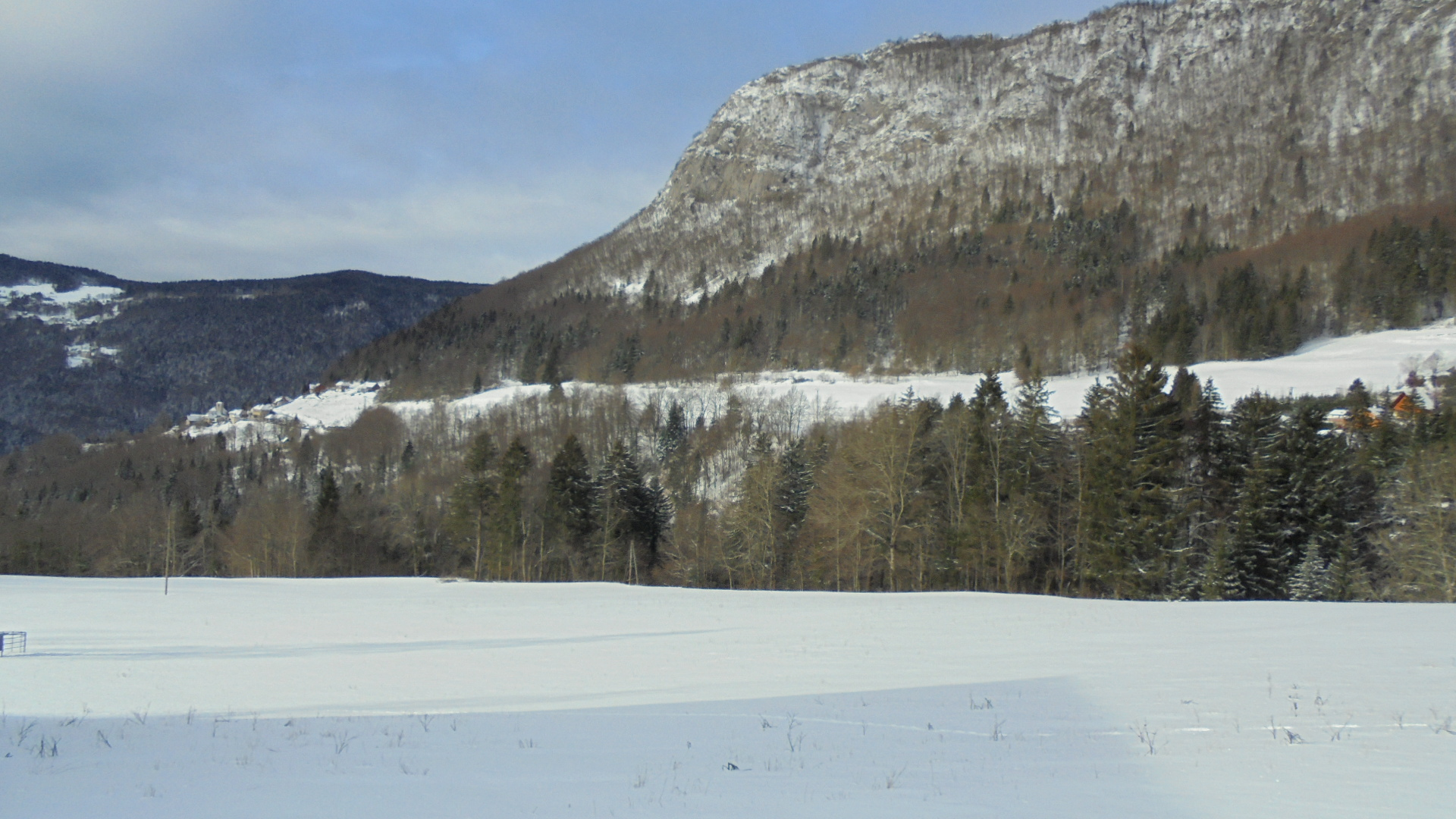
Vue sur la Vallée de Corbel.

L'évolution du nombre d'habitants est connue à travers les recensements de la population effectués dans la commune depuis 1793. Pour les communes de moins de 10 000 habitants, une enquête de recensement portant sur toute la population est réalisée tous les cinq ans, les populations de référence des années intermédiaires étant quant à elles estimées par interpolation ou extrapolation. Pour la commune, le premier recensement exhaustif entrant dans le cadre du nouveau dispositif a été réalisé en 2004.

En 2022, la commune comptait 155 habitants, en évolution de −2,52 % par rapport à 2016 (Savoie : +3,63 %, France hors Mayotte : +2,11 %).
| 1793 | 1800 | 1806 | 1822 | 1838 | 1848 | 1858 | 1861 | 1866 |
| ---- | ---- | ---- | ---- | ---- | ---- | ---- | ---- | ---- |
| 386  | 426  | 463  | 566  | 529  | 580  | 431  | 427  | 427  |

| 1872 | 1876 | 1881 | 1886 | 1891 | 1896 | 1901 | 1906 | 1911 |
| ---- | ---- | ---- | ---- | ---- | ---- | ---- | ---- | ---- |
| 406  | 411  | 389  | 375  | 340  | 303  | 266  | 248  | 233  |

| 1921 | 1926 | 1931 | 1936 | 1946 | 1954 | 1962 | 1968 | 1975 |
| ---- | ---- | ---- | ---- | ---- | ---- | ---- | ---- | ---- |
| 198  | 193  | 182  | 178  | 171  | 136  | 109  | 86   | 68   |

| 1982 | 1990 | 1999 | 2004 | 2006 | 2009 | 2014 | 2019 | 2022 |
| ---- | ---- | ---- | ---- | ---- | ---- | ---- | ---- | ---- |
| 82   | 90   | 109  | 128  | 131  | 135  | 156  | 153  | 155  |

### Enseignement
La commune de Corbel est située dans l'académie de Grenoble.
Au milieu du XXe siècle, la population de la commune subit l'exode rural et diminue : l'école primaire ferme. En outre, la commune ne possède toujours pas d'établissement scolaire. Néanmoins, la plupart des communes environnantes ont une école primaire, comme à Saint-Jean-de-Couz par exemple, village situé à 8 kilomètres par la RD 45. En outre, le collège public le plus proche se situe aux Échelles.

### Manifestations culturelles et festivités
La commune dispose de sentiers balisés, notamment Des fours et des fontaines : randonnée pédestre sur le sentier des fours et des fontaines de Corbel suivie d'un apéritif offert par l'Office de tourisme des Entremonts en Chartreuse.

### Sports
De nombreuses activités sportives peuvent être exercées sur la commune. Il a été aménagé des sentiers balisés pour les prommeneurs. On peut pratiquer le cyclisme, l'escalade, l'équitation, le parapente ainsi que le kanoé dans les gorges du Frou. Le village des Fiolins est le point de départ d'un chemin menant à une Via Ferrata qui passe par Roche Veyrand pour arriver à Saint-Pierre-d'Entremont en Savoie.
Corbel est à proximité de stations de ski et de luge (notamment Le Désert d'Entremont). Il y a également la présence de chemins balisés en raquette reliant Corbel à la station du Désert, mais aussi faisant des circuits variés dans la commune uniquement. En outre, on note le passage du GR9 et du Tour de Chartreuse sur le territoire de la commune.

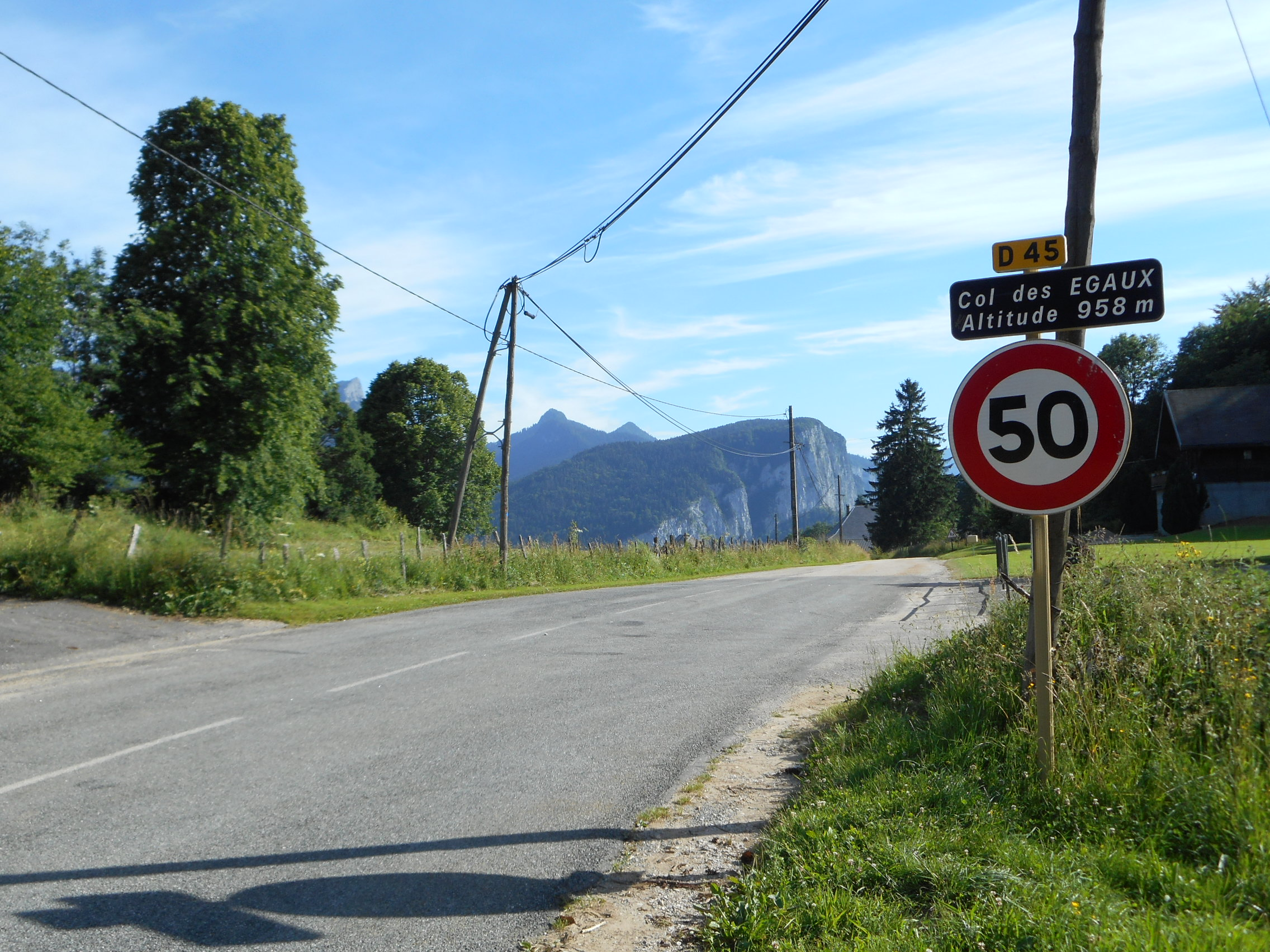
Le col des Égaux.

### Médias

#### Stations de radio
La commune est notamment couverte par des antennes locales de radios France Bleu Pays de Savoie, les radios Isèroises Radio ISA et Radio Couleur Chartreuse, les radios Lyonnaises Radio Scoop et Radio Espace.

#### Chaînes de télévision
France 3 et sa station régionale France 3 Alpes relaient les informations locales. Tandis que la chaine locale, TV8 Mont-Blanc, diffuse des émissions sur les pays de Savoie, notamment l'émission La Place du village qui expose la vie locale des communes.

#### Presse et magazines
La presse écrite locale est représentée par des titres comme Le Dauphiné libéré.

## Économie
Le commune fait partie de l'aire géographique de production et transformation du « Bois de Chartreuse », la première AOC de la filière Bois en France,.

## Culture locale et patrimoine

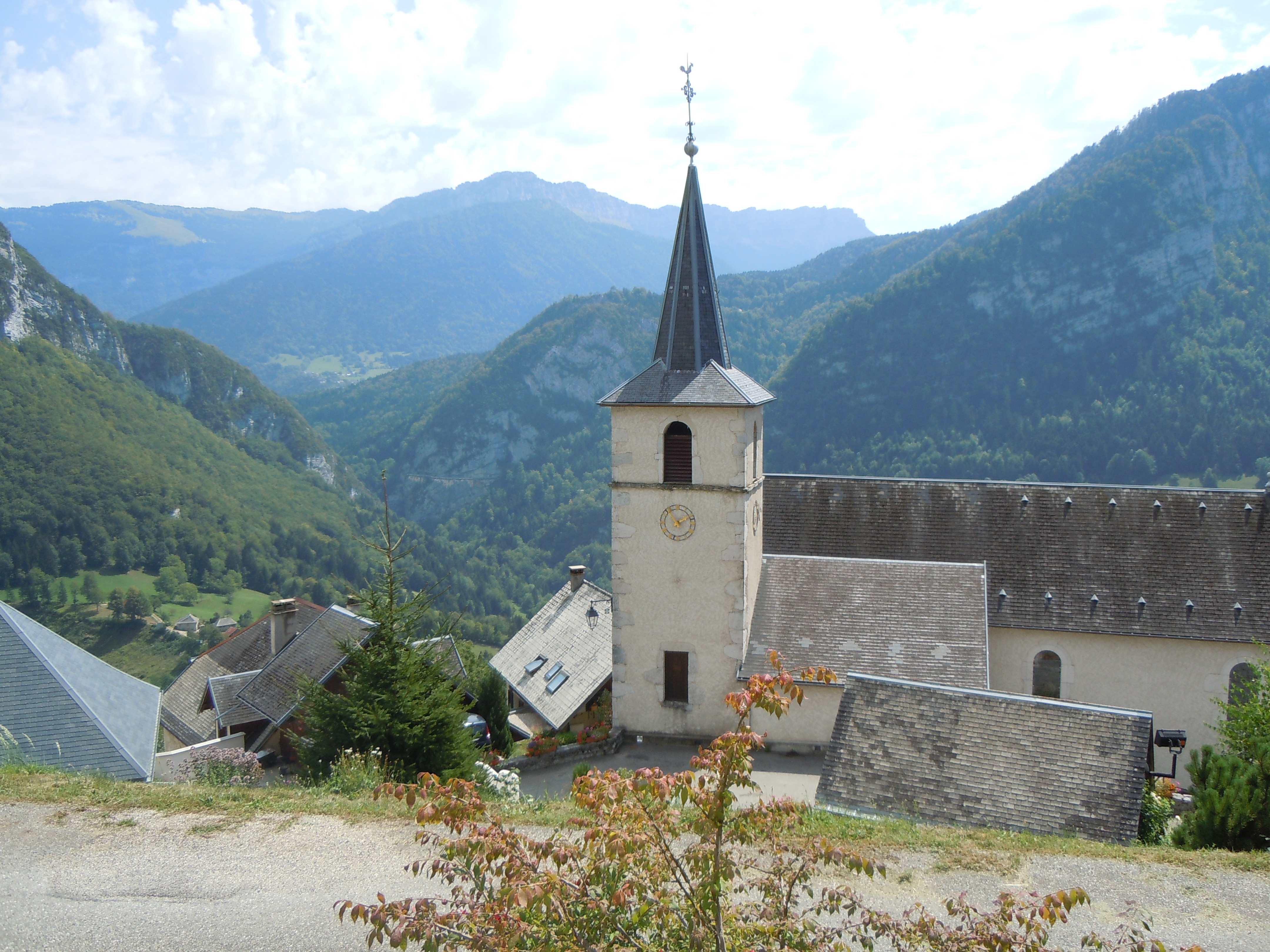
Église et vue sur les gorges du Guiers Vif.

### Lieux et monuments
L'église du chef-lieu date du XIIIe siècle, mais elle a été rénovée notamment au XVIIIe siècle. Elle est l'église la plus ancienne des Entremonts et elle comporte des vitraux d'Arcabas depuis le XXe siècle (1997).
Un moulin du XVIe siècle existe sur la route entre Les Fiolins et Les Perrucons, au bord du Gringalet.
Dans la commune, certains bassins ou fontaines taillés en pierre sont très réputés. En effet, en 1999, la plupart des bassins de la commune ont été rénovés. Les fours des différents hameaux sont également notables et ont leurs spécificités. Le circuit pédestre "Des fours et des fontaines" a été créé spécialement pour visiter de la plupart des fours et fontaines de la commune.

### Patrimoine naturel
- Les points de vue sur le massif de la Chartreuse sont nombreux sur les hauteurs de Corbel, on peut y observer notamment La Ruchère, le Petit Som, le Grand Som ou encore la crête des Éparres.
- La commune fait partie du parc naturel régional de Chartreuse, depuis 1995[23].

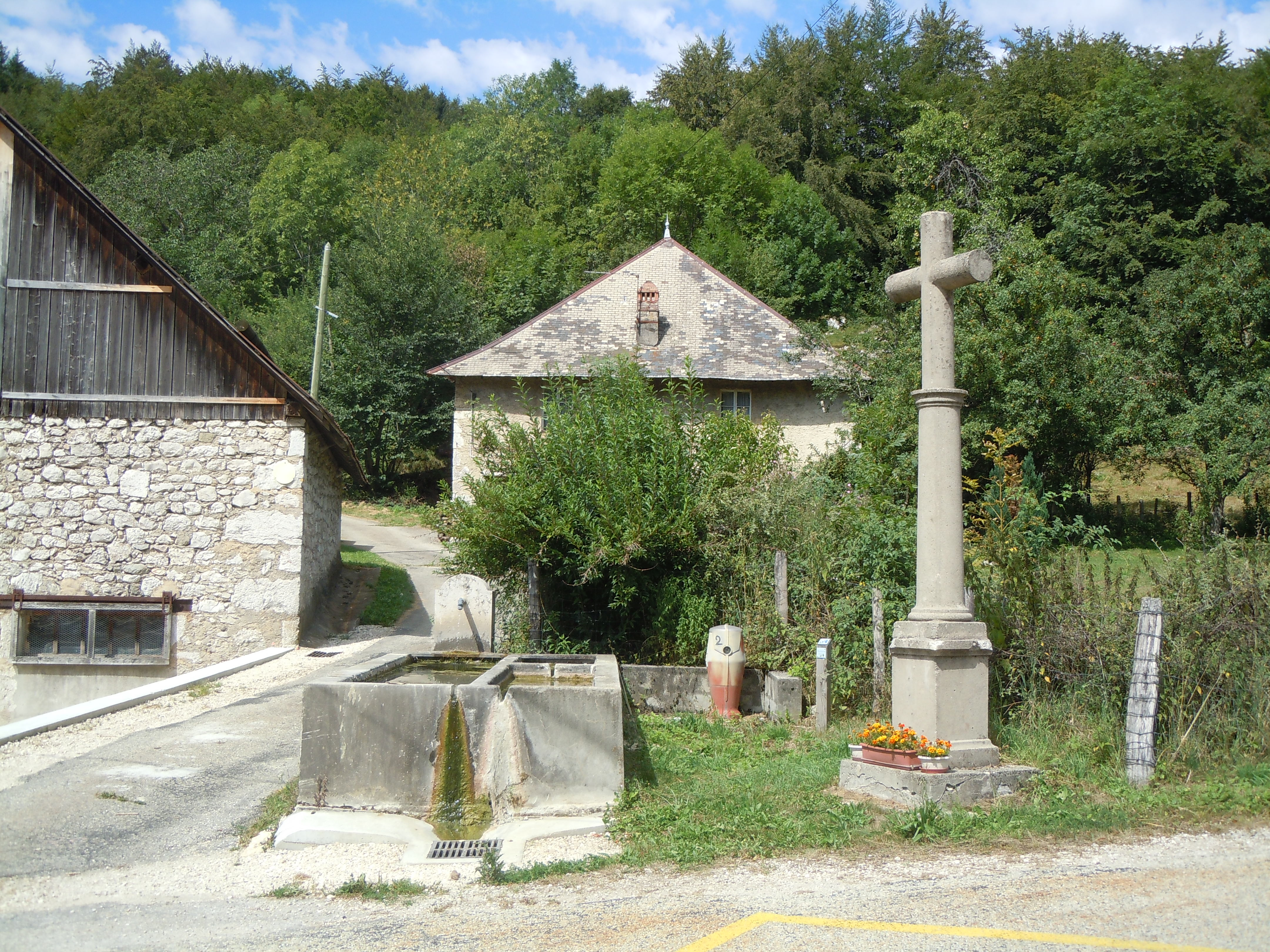
Croix et fontaine aux Bozons.

### Personnalités liées à la commune
- Le peintre Arcabas a réalisé les vitraux qui se trouvent dans l'église.